# Lichořeřišnice větší
Lichořeřišnice větší (Tropaeolum majus) je rostlina z čeledi lichořeřišnicovitých, její lidový název je řeřicha[zdroj?], zahradnický též kapucínka.

## Výskyt
Pochází ze severu Jižní Ameriky, jejím domovem jsou oblastí v Ekvádoru, Kolumbii a Peru. Do Evropy byla dovezena jako okrasná rostlina v roce 1864 a od té doby byly vyšlechtěny mnohé odrůdy. Protože se dobře množí, rozšířila se i mimo Evropu a zplaněla v mnoha dalších oblastech s tropickým, subtropickým i mírným klimatem, ve střední Americe, v USA, na Havajských ostrovech, v Austrálii, na Novém Zélandu i v Číně. Nejlépe se ji daří v propustné vlhké půdě na plném slunci. 

## Popis
Lichořeřišnice větší je jednoletá bylina, vysoká 15 až 40 cm, s poléhavou, plazivou, větvenou lodyhou dosahující délky až 5 m, v našich podmínkách jen okolo 3 m. Štítovité listy s ovíjivými řapíky jsou celokrajné, mělce laločné, lysé, mají v průměru 3 až 10 cm.
Pětičetné souměrné oboupohlavné květy na stopkách dlouhých 6 až 13 cm vyrůstají solitérně a bývají 5 až 7 cm dlouhé a mívají 3 až 6 cm v průměru. V květu je 8 plodných nitkových tyčinek s prašníky ve dvou přeslenech. Třípouzdrý svrchní semeník je tvořen třemi srostlými plodolisty, čnělky mají třílaločné blizny. Vajíčka jsou se dvěma obaly, polohu mají obrácenou. Korunních plátků bývá 7 až 10, uspořádány jsou ve dvou přeslenech. Okrouhlých kališních lístků je pět, bývají laločné, dolní tři mívají třásně, Jsou výrazně zbarveny, od původní oranžově červené přes vyšlechtěnou krémově bílou, lososově růžovou, žlutou, červenou až po fialovou.
Ve středoevropských podmínkách vykvétá v červnu až říjnu, opylována je hmyzem. Plodem je třípouzdrá tobolka se semeny kterými se lichořeřišnice větší spolehlivě rozmnožuje, jsou bez endospermu. Je velice citlivá na mráz. V místech původů existují i vytrvalé druhy.

## Použití
Lichořeřišnice větší se pěstuje převážně jen pro potěchu zraku, svými výrazně zbarvenými květy je vhodná jak do truhlíku, tak i pro venkovní záhony. Lze ji vysazovat v období kdy již nehrozí jarní mrazíky z předpěstované sadby nebo vysévat semena volně do půdy.
Jsou také známe její léčebné účinky, říká se ji rostlinné antibiotikum. V lidovém léčitelství se sbírají listy, květy i semena. Droga působí hlavně jako antibiotický lék, potlačuje záněty při nemocech močových a dýchacích cest. Celá rostlina je poživatelná, mladých listů a výhonků se používá jako salátové zeleniny a poupata i nezralé plody se nakládají do octových nálevů (náhrada za kapary).